# Блекфут
Блекфути или Блекфити су алгонквински народ, староседеоци су северноамеричких Великих равница. Говоре блекфутским језиком који припада преријској групи алгонквинских језика. Крајем 18. века насељавали су територију између реке Северни Саскачеван на северу у данашњој канадској провинцији Алберти, реке Мисури на југу у данашњој америчкој држави Монтани, Стеновитих планина на западу и 480 km источно од Стеновитих планина.
Традиционално Блекфути су били ловци на бизоне и рибари (претежно су ловили пастрмке). У првој половини 18. века трговином са белим трговцима, Кријима и Асинибојнима долазе до коња и ватреног оружја. Након чега су проширили своју територију на рачун суседних народа. Након што су у 19. веку белци скоро истребили бизоне, Блекфути су били присиљени да уступе већи део своје земље, да се населе на резервате, као и да напусте традиционални начин живота и да постану сточари и земљорадници.
Данас су насељени на 4 резервата, један је у САД, а три су у Канади. То су Блекфит резерват (у коме су насељени Јужни Пикани) који се налази у америчкој држави Монтани, преостала три се налазе у канадској покрајини Алберти и то су резерват Сиксика нације 146 (у коме је насељено племе Сиксика), резерват Пикани нације 147 (у коме су насељени Северни Пикани) и резерват Кајнај нације 148 (у коме је насељено племе Кајнај).

## Племена
Блекфутска конфедерација се састојала од три племена:
- Сиксика
- Кајнај (или Кајна)
- Пиган (или Пикани)
  - Северни Пиган (или Северни Пикани)
  - Јужни Пиган (или Јужни Пикани)

## Историја
Блекфути су пореклом из североисточног дела САД. Насељавали су територију око данашње границе америчке државе Мејн и Канаде. Одатле су се преселили на територију северно од великих језера, у данашњој Канади. Затим су кренули даље на запад и на крају населили територију Алберте и Монтане. У току сеоба Блекфути су користили саонице које су вукли пси.
Све до 1730-их година Блекфути су се кретали пешке, а псе су користили за вучу саоница на којима су се налазиле њихове ствари. Тада долазе до коња и њихов начин живота се значајно мења. Блекфутско име за коње било је Понокамита (пси јелени). Предност коња је била у томе што су могли да се крећу много брже и да носе већи терет.
Непријатељи Блекфута у прерији били су Кроу, Чејени и Сијукси, у планинском подручју на западу и југозападу били су Шошони, Флатхеди, Калиспели, Кутни, Незпирси, на северу, истоку и југоистоку били су Стоуни, Султо (Преријске Оџибве) и Метиси, а највећи непријатељ била им је Гвоздена конфедерација, коју су чинили Кри (Преријски Кри) и Асинибојни.
Територија Блекфута се 1787. простирала од реке Северни Саскачеван на северу у данашњој канадској провинцији Алберти до реке Мисури на југу у данашњој америчкој држави Монтани и од Стеновитих планина на западу до 480 km источно од њих. Гвоздена конфедерација је између 1850-их и 1870-их потиснула Блекфуте са дела њихове територије.
Средином 18. века долазе у контакт са Енглезима са којима успостављају трговинске односе (трампа крзна даброва за ватрено оружје, коње и другу европску робу). Један од првих сусрета десио се 1754. када је дошло до сусрета између радника Хадсон беј компаније и групе Блекфута. Американци Луис и Кларк успостављају контакт са Блекфутима 1806. У наредним годинама у Монтану се насељавају амерички трапери (замкари), са којима Блекфути нису били у пријатељским односима.
Крајем 1820-их, да би дошли до веће количине европских производа Блекфути почињу са интензивним изловљавањем даброва. У Монтани Американци (Америчка крзнарска компанија) оснивају прву трговинску постају Форт Пиган 1831, а касније и Форт Макензи 1833. Американци су нудили боље услове за трговину него Британци, а били су заинтересованији за куповину крзна бизона него Хадсон беј компанија. Након тога Хадсон беј компанија је изградила Боу форт на реци Боу 1832.
Након контакта са Европљанима почињу да се шире заразне болести нарочито колера и велике богиње. У епидемији великих богиња из 1867. умрло је око 6.000 Блекфута.
Блекфути иако су били непријатељски расположени према белим досељеницима нису учествовали у ратовима који су вођени између преријских Индијанаца и белаца. Међутим, један ловачки логор Блекфута је нападнут 24.1.1870. када је дошло до масакра познатог по имену Мариас масакр. Рано ујутру око 200 америчких војника је опколило блекфутски ловачки логор. Пре почетка напада, поглавица Хеви Ран`р је кренуо да прилази америчким војницим носећи у руци заштитно писмо. Међутим, скаут Џои Коуб`л га је убио (у жељи да скрене пажњу са логора у коме је живела његова жена, а које је у ствари требало да буде права мета напада). Након убиства поглавице, војници су напали ловачки логор и убили 173 Блекфута из племена Пиган. У нападу је умро само један амерички војник, након компликација због прелома ноге после пада са коња. Већина убијених били су жене, деца и старци, јер су мушкарци били одсутни због лова. Војска је заробила 140 Пигана и убрзо их пустила, након чега су они као избеглице отишли у Форт Бентон.
Конгрес САД је 1874. смањио територију резервата Блекфит, након чега су племена Кајнај, Сиксика и део племена Пиган прешла у Канаду, само је део племена Пиган остао у резервату у Монтани.
У току зиме 1883–1884 због тога што влада САД није испоручила храну која им је следовала, од глади је умрло око 600 Блекфута.
У процесу Американизације домородаца 1898. влада САД је донела одлуке о расформиравању влада домородачких народа и о забрани домородачких религија. Блекфутска деца су имала обавезу да похађају америчке школе у којима има је било забрањено да говоре блекфутским језиком и да носе традиционалну одећу.
За време власти Френклина Делано Рузвелта 1934. донет је закон о Индијанској реорганизацији, којим је дозвољено домородачким народима да изаберу своје владе. Такође им је дозвољено да негују своју културу. Након тога Блекфит нација је 1935. донела свој устав и изабрала своју владу.